# Nợ
Nợ, nợ phải trả (Tiếng Anh: liability) là một thuật ngữ thường được sử dụng trong trường hợp phải thực hiện một nghĩa vụ hoàn trả hay đền bù về tài sản, vật chất. Tuy nhiên, nợ cũng có thể được sử dụng để chỉ các nghĩa vụ khác. Trong trường hợp nợ tài sản thì nợ là một cách sử dụng sức mua trước khi kiếm đủ tổng số tiền để trả cho sức mua đó. Các công ty cũng có thể sử dụng nợ như là một phần trong chiến lược tài chính tổng thể của mình. Nợ được hình thành khi một người cho vay đồng ý cho người vay vay một lượng tài sản nhất định. Trong xã hội hiện đại, nợ thường được đi kèm với sự đảm bảo khả năng thanh toán với một mức lãi suất nhất định tính theo thời điểm. Trước khi có nợ thì cả hai bên bên người vay và bên người cho vay phải cùng nhau thống nhất phương thức trả nợ (thanh toán). Thông thường, người ta thanh toán bằng tổng số tiền tính theo một đơn vị tiền tệ nào đó, tuy nhiên cũng có trường hợp thanh toán bằng hàng hoá. Thanh toán có thể được thực hiện theo phương thức trả lãi trong một khoảng thời gian hoặc trả một lúc khi kết thúc hợp đồng cho vay.

## Các hình thức nợ
Có nhiều kiểu nợ khác nhau, tuy nhiên nợ có 4 kiểu cơ bản là: vay nợ, nợ tập đoàn, trái phiếu và giấy hẹn trả tiền. Các khoản nợ có giá trị lớn thường được đảm bảo bằng các khoản thế chấp hoặc lãi suất chứng khoán của tài sản người đi vay, trong đó người cho vay có thể có một số quyền hạn nhất định đối với tài sản đó khi người đi vay không có khả năng trả nợ hay vỡ nợ.
- Kiểu vay nợ cơ bản là hình thức đơn giản nhất của nợ. Nó bao gồm một bản thoả thuận về việc cho vay một lượng tiền trong một khoảng thời gian nhất định và ghi rõ thời hạn hoàn lại số tiền đó. Trong vay thương mại còn có thêm lãi suất. Lãi suất được tính bằng tỷ lệ phần trăm của tổng số tiền cho vay hàng năm. Lãi suất cũng được trả vào ngày theo thoả thuận.
- Nợ tập đoàn là khoản nợ được cung cấp cho các công ty muốn vay số tiền nhiều hơn những người cho vay đơn lẻ và chịu rủi ro trong phạm vi vay đơn lẻ đó. Số tiền vay thường lên tới hàng triệu đô la Mỹ. Trong trường hợp này, mỗi tập đoàn ngân hàng có thể đồng ý đưa ra một tỷ lệ lãi suất trên tổng số tiền cho vay.
- Trái phiếu là một chứng khoán nợ được phát hành bởi công ty hoặc chính phủ. Người sở hữu trái phiếu sẽ được hoàn trả số tiền mua trái phiếu gốc cộng thêm lãi suất. Trái phiếu được phát hành cho các nhà đầu tư tại thị trường mà tổ chức phát hành muốn vay tiền. Trái phiếu có thời hạn xác định thường là một số năm; có những loại trái phiếu dài hạn trên 30 năm, tuy nhiên loại này không phổ biến. Đến kỳ hạn thanh toán, số tiền mua trái phiếu sẽ được trả đầy đủ cho nhà đầu tư và phần lãi suất. Lãi suất có thể được trả vào cuối kỳ hạn hoặc được trả theo giai đoạn. Trái phiếu có thể được giao dịch trên thị trường trái phiếu. Trái phiếu được các nhà đầu tư coi là một hình thức đầu tư tương đối an toàn hơn cổ phiếu.
- Giấy hẹn trả tiền cũng giống như giấy xác nhận khả năng trả nợ trong kế toán, là một bản thoả thuận trong đó nêu rõ sự cam kết của bên vay nợ đối với bên cho vay về nghĩa vụ trả một số tiền nhất định. Nghĩa vụ đó có thể phát sinh thêm khi trả nợ vay hoặc phát sinh từ các hình thức vay nợ khác. Ví dụ, trong kinh doanh, giá mua bán có thể bao gồm giá của những khoản thanh toán ngay và của những khoản hẹn trả sau. Những nội dung trong giấy hẹn trả tiền bao gồm số tiền chính phải thanh toán, lãi suất và ngày hạn trả tiền. Ngoài ra, giấy hẹn trả tiền cũng có thể có những điều khoản quy định về quyền của người cho vay trong trường hợp người vay bị vỡ nợ bao gồm cả việc tịch thu tài sản thế chấp. Đối với các khoản vay cá nhân, giấy hẹn trả nợ thường là bản viết tay có chữ ký của hai bên để thuận lợi cho việc tính thuế và làm chứng từ lưu giữ.
- Ngoài ra còn có Giấy hẹn trả nợ theo yêu cầu là một loại giấy hẹn trả nợ nhưng trong đó không xác định chính xác ngày đến hạn trả nợ mà phụ thuộc vào yêu cầu của người cho vay. Thông thường người cho vay sẽ thông báo cho người vay một số ngày trước khi đến hạn trả nợ.